# Chrysotimus occidentalis
Chrysotimus occidentalis är en tvåvingeart som beskrevs av Harmston 1951. Chrysotimus occidentalis ingår i släktet Chrysotimus och familjen styltflugor.
Artens utbredningsområde är Arizona. Inga underarter finns listade i Catalogue of Life.